# Pyinmana
Pyinmana (població: 100 000 [càlculs de 2006]) és la capital de Birmània des de novembre de 2005. La junta militar que governa el país va decidir traslladar la capitalitat des de Yangon a un centre administratiu 3 km a l'oest de la ciutat de Pyinmana, uns 320 quilòmetres al nord de Yangon.
No es coneixen els motius exactes del trasllat, que podria deure's a la situació cèntrica de Pyinmana, millor comunicada amb la resta del país i allunyada de la costa, per on podria iniciar-se una hipotètica invasió nord-americana.
Durant la Segona Guerra Mundial, Pyinmana fou la base de l'Exèrcit Nacional de Birmània (després reanomenat i reorganitzar dins l'Exèrcit de Defensa de Birmània per l'Imperi Japonès). Fou a Pyinmana on l'exèrcit i els seus oficials rebien entrenament. Més endavant, l'Exèrcit Nacional de Birmània va canviar de bàndol, ajudant els Aliats amb guerrilles, i les operacions es van veure com una victòria per la ciutadania de Birmània. Pyinmana va esdevenir una icona en l'Exèrcit de Birmània, perquè es veia com el lloc on els birmans van derrotar els 'invasors superiors'. Aquesta pot haver estat una de les raons que van motivar que l'actual junta militar van decidir que la capital Naypyidaw, de nova creació, estigués tan a prop de Pyinmana.

## Pyinmana com a capital
Situada al centre del país, l'actual junta militar va començar a traslladar els ministeris des de Yangon cap a Pyinmana el 7 de novembre de 2005. L'11 de novembre, a les 11 del matí, un segon comboi de 1.100 camions militars va conduir 11 batallons i 11 ministeris del govern des de Yangon a Pyinmana.
Les raons per canviar la capital a Pyinmana no són clares. El sobtat canvi va produir un problema a molts empleats governamentals.
No obstant això, s'han fet moltes conjectures respecte al perquè del canvi. Pyinmana té una millor situació estratègica que Yangon, en estar més lluny de la costa. Això es considera millor, en cas que Birmània rebés un atac similar a la invasió nord-americana de l'Iraq, un temor expressat al govern pel General Than Shwe. Pyinmana es troba estratègicament prop dels estats de Shan, Xin i Karen, i la presència del govern i l'exèrcit prop de la zona podria afavorir l'estabilitat d'aquestes regions, que de tant en tant es tornen inestables. Hi ha qui creu que el govern militar va decidir el canvi a causa d'una paranoia creada pel gran nombre d'habitants pobres i ètnicament diversos residents a Yangon i altres ciutats costaneres. Fins i tot hi ha qui ha suggerit que el canvi es deu a les instruccions de l'astròleg personal de Than Shwe.